# Глибоцький район (Україна)
Глибо́цький райо́н — колишній район Чернівецької області України.
Адміністративний центр — смт Глибока.
17 липня 2020 року район було ліквідовано внаслідок адміністративно-територіальної реформи, а його територія відійшла до новоутвореного Чернівецького району.

## Географія
Розташований у південній частині області. Площа району — 686 км². На півдні район межує з Румунією, на заході — зі Сторожинецьким, а на сході — з Герцаївським районами Чернівецької області.

### Рельєф
За особливостями рельєфу Глибоцький район належить до передгірної зони Чернівецької області і міститься в Прут—Сіретському межиріччі.
Формування рельєфу відбувалося під впливом русла та басейну річки Сірет. Великі ділянки зсувного рельєфу у вигляді вражаючих цирків-амфітеатрів простежуються в долині річки Дереглей біля сіл Червона Діброва та Валя Кузьмина. Найвищий пагорб Глибоцького району — Кирилівський горб, розташований на південному заході від села Кам'янка. Висота його становить 478 м над рівнем моря.

### Клімат
Клімат району — помірно континентальний із прохолодною зимою і теплим, помірно вологим літом. Взимку температура може знижуватись до −32 °C, а літом підніматись до +35 °C.

### Річки
Найбільшими водними артеріями є річка Сірет та її притока Малий Сірет. Сірет протікає через південний захід району; довжина його в межах району становить 31 км.

### Рослинний світ
На території району розповсюджені букові ліси. Тут зростають рідкісні рослини, зокрема: беладона звичайна, венерині черевички, лунарія оживаюча, шафран Гейфеля тощо. Є також і ендемічні види (лікоподієла заплавна та мажок жовтий).

### Тваринний світ
Для тваринного світу району характерне поширення як степових, так і гірських видів. Тут трапляються заєць-русак, лисиця, сойка, зяблик, яструб та шуліка. Значну кількість представників фауни занесено до Червоної книги України.
У районі є сприятливі умови для полювання (лісові масиви Турятського, Їжівського, Кам'янського лісництв) і рибальства (водойми поблизу сіл Турятка, Станівці, Тарашани, Біла Криниця, а також річка Сірет).

## Природно-заповідний фонд Глибоцького району

### Регіональні ландшафтні парки
Чернівецький (частково).

### Лісові заказники
Джерело, Петрівецький (загальнодержавного значення).

### Ботанічні пам'ятки природи
Берна, Букова ділянка, Вікова діброва, Дуб Штефана Третього, Вісім горіхів гікорі, Ділянка дуба звичайного, Ділянка лікарських рослин, Ділянка рідкісних рослин, Липа дрібнолиста, Насадження дуба звичайного, Праліс буково-дубовий, Праліс дуба скельного, Францталь.

### Гідрологічні пам'ятки природи
Мінеральна вода «Валя-Кузьминська-1», Мінеральна вода «Валя Кузьминська-2», Мінеральна вода «Турбаза Буковина».

### Комплексні пам'ятки природи
Городище.

### Заповідні урочища
Бугаєць, Вісім берек, Глинище, Дубовий праліс, Зруб, Праліс ясена звичайного.

### Парки-пам'ятки садово-паркового мистецтва
Глибоцький, Карапчівський, Петричанський, Просокирянський.

## Транспорт
Територією району проходить автошлях E85.

## Населення
Розподіл населення за віком та статтю (2001):
| Стать | Всього | До 15 років | 15-24 | 25-44  | 45-64 | 65-85 | Понад 85 |
| --- | ------ | ----------- | ----- | ------ | ----- | ----- | -------- |
| Чоловіки | 34 660 | 8643        | 5861  | 10 386 | 6335  | 3291  | 144      |
| Жінки | 38 012 | 8237        | 5750  | 10 238 | 7787  | 5556  | 444      |
| \| Статево-вікова піраміда \| Статево-вікова піраміда \| Статево-вікова піраміда \| \| ----------------------- \| ----------------------- \| ----------------------- \| \| Чоловіки \| Вік \| Жінки \| \| 144 \| 85 + \| 444 \| \| 222 \| 80-84 \| 571 \| \| 595 \| 75-79 \| 1284 \| \| 1050 \| 70-74 \| 1721 \| \| 1424 \| 65-69 \| 1980 \| \| 1419 \| 60-64 \| 1998 \| \| 1260 \| 55-59 \| 1710 \| \| 1658 \| 50-54 \| 1977 \| \| 1998 \| 45-49 \| 2102 \| \| 2544 \| 40-44 \| 2667 \| \| 2597 \| 35-39 \| 2406 \| \| 2539 \| 30-34 \| 2520 \| \| 2706 \| 25-29 \| 2645 \| \| 2860 \| 20-24 \| 2735 \| \| 3001 \| 15-20 \| 3015 \| \| 3204 \| 10-14 \| 3060 \| \| 3015 \| 5-9 \| 2816 \| \| 2424 \| 0-4 \| 2361 \| |        |             |       |        |       |       |          |
| Статево-вікова піраміда |        |             |       |        |       |       |          |
| Чоловіки | Вік    | Жінки       |       |        |       |       |          |
| 144 | 85 +   | 444         |       |        |       |       |          |
| 222 | 80-84  | 571         |       |        |       |       |          |
| 595 | 75-79  | 1284        |       |        |       |       |          |
| 1050 | 70-74  | 1721        |       |        |       |       |          |
| 1424 | 65-69  | 1980        |       |        |       |       |          |
| 1419 | 60-64  | 1998        |       |        |       |       |          |
| 1260 | 55-59  | 1710        |       |        |       |       |          |
| 1658 | 50-54  | 1977        |       |        |       |       |          |
| 1998 | 45-49  | 2102        |       |        |       |       |          |
| 2544 | 40-44  | 2667        |       |        |       |       |          |
| 2597 | 35-39  | 2406        |       |        |       |       |          |
| 2539 | 30-34  | 2520        |       |        |       |       |          |
| 2706 | 25-29  | 2645        |       |        |       |       |          |
| 2860 | 20-24  | 2735        |       |        |       |       |          |
| 3001 | 15-20  | 3015        |       |        |       |       |          |
| 3204 | 10-14  | 3060        |       |        |       |       |          |
| 3015 | 5-9    | 2816        |       |        |       |       |          |
| 2424 | 0-4    | 2361        |       |        |       |       |          |

Національний склад населення за даними перепису 2001 року:
| Національність | Кількість осіб | Відсоток |
| -------------- | -------------- | -------- |
| українці       | 34025          | 46,82 %  |
| румуни         | 32923          | 45,30 %  |
| молдовани      | 4425           | 6,09 %   |
| росіяни        | 877            | 1,21 %   |
| поляки         | 233            | 0,32 %   |
| інші           | 193            | 0,27 %   |

Мовний склад населення за даними перепису 2001 року:
| Мова       | Кількість осіб | Відсоток |
| ---------- | -------------- | -------- |
| українська | 38198          | 52,56 %  |
| румунська  | 29140          | 40,10 %  |
| молдовська | 4265           | 5,87 %   |
| російська  | 834            | 1,15 %   |
| польська   | 154            | 0,21 %   |
| інші       | 85             | 0,12 %   |

Етномовний склад населених пунктів району (рідна мова населення)
|                     | українська | румунська | молдовська | російська |
| Глибоцький район    | 52,56      | 40,1      | 5,87       | 1,15      |
| ------------------- | ---------- | --------- | ---------- | --------- |
| смт Глибока         | 84,64      | 11,72     | 0,44       | 2,97      |
| с. Багринівка       | 3,23       | 96,29     | 0,07       | 0,21      |
| с. Валя Кузьміна    | 54,18      | 35,14     | 8,05       | 2,15      |
| с. Волока           | 2,08       | 97,53     | 0,03       | 0,3       |
| с. Грушівка         | 1,43       | 96,38     | 1,6        | 0,51      |
| с. Опришени         | 4,07       | 94,93     | 0,58       | 0,33      |
| с. Слобідка         | 93,52      | 6,26      | -          | 0,22      |
| с. Димка            | 6,2        | 91,81     | 0,75       | 0,81      |
| с. Йорданешти       | 3,36       | 95,8      | 0,35       | 0,22      |
| с. Кам'янка         | 91,82      | 7,43      | 0,14       | 0,48      |
| с. Карапчів         | 8,27       | 90,97     | 0,14       | 0,53      |
| с. Коровія          | 68,15      | 4,98      | 26,14      | 0,6       |
| с. Корчівці         | 66,59      | 31,68     | 0,52       | 0,46      |
| с. Купка            | 2,06       | 96,86     | 0,37       | 0,67      |
| с. Луковиця         | 97,38      | 1,35      | 1,06       | 0,21      |
| с. Кут              | 98,63      | 0,68      | -          | 0,68      |
| с. Михайлівка       | 99,33      | 0,4       | -          | 0,27      |
| с. Червона Діброва  | 99,39      | -         | -          | 0,61      |
| с. Молодія          | 43,54      | 7,46      | 48,06      | 0,89      |
| с. Тереблече        | 13,81      | 80,71     | 0,62       | 0,55      |
| с. Горбівці         | 97,64      | 1,61      | 0,11       | 0,54      |
| с. Верхні Синівці   | 5,64       | 94,15     | 0,21       | -         |
| с. Нижні Синівці    | 3,66       | 95,53     | 0,3        | 0,51      |
| с. Станівці         | 1,36       | 98,14     | 0,29       | 0,14      |
| с. Старий Вовчинець | 96,81      | 2,4       | 0,15       | 0,54      |
| с. Біла Криниця     | 20,12      | 0,59      | 2,37       | 76,33     |
| с. Стерче           | 99,27      | 0,24      | -          | 0,41      |
| с. Тарашани         | 91,89      | 3,65      | 3,34       | 1,11      |
| с. Привороки        | 8,49       | 11,92     | 78,27      | 1,32      |
| с. Турятка          | 97,33      | 1,94      | 0,31       | 0,37      |
| с. Поляна           | 2,36       | 96,57     | 0,86       | 0,21      |
| с. Чагор            | 88,56      | 4,57      | 5,58       | 1,13      |
| с. Черепківці       | 95,68      | 1,06      | 0,38       | 2,45      |
| с. Новий Вовчинець  | 97,88      | 0,61      | -          | 0,91      |
| с. Сучевени         | 11,08      | 87,6      | 0,48       | 0,78      |
| с. Петричанка       | 88,46      | 7,8       | 1,25       | 2,03      |
| с. Просіка          | 6          | 92,24     | 0,73       | 0,59      |
| с. Просокиряни      | 43,3       | 56,13     | -          | 0,57      |

## Політика
25 травня 2014 року відбулися Президентські вибори України. У межах Глибоцького району було створено 45 виборчих дільниць. Явка на виборах складала — 60,38 % (проголосували 33 338 із 55 212 виборців). Найбільшу кількість голосів отримав Петро Порошенко — 61,40 % (20 471 виборців); Юлія Тимошенко — 20,00 % (6 666 виборців), Олег Ляшко — 8,36 % (2 788 виборців), Сергій Тігіпко — 2,11 % (704 виборців). Решта кандидатів набрали меншу кількість голосів. Кількість недійсних або зіпсованих бюлетенів — 1,50 %. 

## Об'єкти туризму
До найперспективніших туристичних об'єктів належать:
- дерев'яна церква в селі Луківці — архітектурна пам'ятка XVIII ст., яка була побудована у 1757 році. Ця незвичайна архітектурна споруда збудована без єдиного цвяха. Неподалік церкви зведено дзвіницю;
- Білокриницький собор Успіння Пресвятої Богородиці — кам'яний старообрядницький собор, який було зведено протягом 1900—1908 років за сприяння одного з найбагатших московських купців на прізвище Овсянников. Собор, нині діючий, являє собою відомий архітектурний витвір, створений в традиціях московського зодчества;
- віковий дуб «Штефана Великого» в селі Валя Кузьміна. Скельний дуб, вік якого — понад 500 років, розташований на території Кузьмінського лісництва. За переказами, дуб був посаджений Штефаном Великим після перемоги над військом польського короля Альбрехта;
- парки — пам'ятки садово-паркового мистецтва (Глибоцький, Петричанський, Просіцький, Карапчівський), засновані у XIX ст. На їх території зростають близько 40 видів цінних дерев та чагарників;
- урочище «Лісове озеро» — мальовнича водойма штучного походження. Розташоване на краю лісового масиву, що прилягає до селища Глибока з боку села Червона Діброва, озеро є гарним місцем для відпочинку та рибальства.
- Петрівецький заказник — ландшафтний заказник загальнодержавного значення.

Глибоцький район насичений пам'ятками дерев'яної архітектури. Тут зосереджені найдавніші храми хатнього типу. Цей тип культових споруд характерний для Буковини і півночі Молдови.
Поряд з дерев'яними збереглися цінні пам'ятники кам'яного зодчества, адже в першій чверті XIX століття у великих населених пунктах споруджувалися купольні храми, а в невеликих селах — простіші, безкупольні. В них чітко проявилися типові для Буковини риси кам'яного зодчества: план-трилисник, невисока дзвіниця.
У Старововчинецькому ліцеї нині діє музей історії села Старий Вовчинець, де зібрано багато експонатів побутового характеру, зберігається велика колекція писанок.

## Відомі уродженці
- Мандичевський Євсевій (1857—1929) — український і австрійський музикознавець, композитор, диригент, педагог, доктор музикознавства.
- Манфред Штерн (1896—1954) — військовий розвідник, революціонер, співробітник Комінтерну, керівник інтербригади в Іспанії.
- Іво Бобул (1953) — український співак, композитор, педагог, народний артист України.
- Володимир (Мороз) (1959) — єпископ Української православної церкви з титулом Митрополит Почаївський, намісник монастиря Почаївська Успенська лавра.
- Ванзуряк Роман Степанович (1980) — український політик, Народний депутат України, голова Чернівецької ОДА (2014).